# Абу Шабаки, Ильяс
Ильяс Абу Шабаки (араб. الياس أبو شبكة‎الياس أبو شبكة; 3 мая, 1903 – 27 января 1947) ― ливанский писатель, поэт, редактор, переводчик и литературный критик. Был одним из основателей литературной «Лиги десяти» и ныне считается одним из ведущих деятелей арабского движения Нахда.
Родился в состоятельной ливанской семье, увлекся поэзией ещё в раннем возрасте. Сын купца, он остался сиротой в юности. Данный жизненный опыт оказал большое влияние на его ранние работы. Ильяс работал в качестве преподавателя, переводчика и журналиста. Писал статьи для многих арабских газет и литературных журналов. Будучи приверженцем романтической школы, Абу Шабаки верил в идею вдохновения свыше и осуждад сознательный контроль в поэзии. Его стихи отличаются мрачностью, содержат глубоко личный и часто библейский подтекст, зачастую повествуют о его внутренних моральных конфликтах. Некоторые работы Абу в свое время неоднозначно воспринимались читателями: так, сборник Змей Рая читался непристойным из-за его откровенного сексуального содержания. Одержимость поэта духовными последствиями плотскости, которая ярко проявлялась в его трудах, была следствием чувства вины за связь с разными женщинами, когда он был женат. Умер от лейкемии в 1947 году.
Абу Шабаки призывал к обновлении и модернизации арабской литературы, он вдохновлял последующие поколения поэтов. В знак признания его литературных заслуг, в его доме в родном городе Зук Микаэль был устроен музей.